# 易县
易县在中国河北省中部偏西，是保定市下辖的一个县；位于太行山东麓，拒马河和易水的上游，因易水得名。地处太行山区向华北平原过渡倾斜地带，十分之七为山地，平原地区主要种植小麦，玉米，苹果，桃等作物，山地地区为裸露岩土或有植被覆盖。县人民政府驻易州镇朝阳路23号。

## 历史
西汉置故安县，属涿郡；曹魏属范阳国；西晋改固安县；北齐废。隋朝开皇十六年（597年）于固安县故地置易县，为易州治，大业年间改易州为上谷郡；唐仍为易州治，属河北道；辽属南京道；金属中都路；元属保定路；明废县入州，属保定府；清因之。雍正年间，因清西陵选址于此，升易州为易州直隶州，并且将保定府涞水县、山西省广昌县（今涞源县）改隶易州。之后又将深泽县隶于易州直隶州。民国，二年（1913年）废州为易县。

## 人口
根據第七次人口普查數據，截至2020年11月1日零時，易縣常住人口485536人。

## 行政区划
易县下辖11个镇、15个乡、1个民族乡：
易州镇、梁格庄镇、西陵镇、裴山镇、塘湖镇、狼牙山镇、良岗镇、紫荆关镇、高村镇、西山北镇、高陌镇、桥头乡、白马乡、流井乡、大龙华乡、安格庄乡、凌云册回族满族乡、尉都乡、独乐乡、七峪乡、富岗乡、坡仓乡、牛岗乡、桥家河乡、甘河净乡、蔡家峪乡和南城司乡。

## 交通
- 112国道、 234国道过境。

## 教育
- 中学：易县中学、西陵满族高级中学，塘湖中学（现塘湖中学与西陵中学合并为易县第二高级中学），育英中学、旭搏中学、辅明中学，白马中学，中海中学，宏岳中学。

## 历史文化
易县是联合国教科文组织命名的中國首批14个千年古县之一，历史悠久，境内自然景观与文物古迹众多。易县自史前农耕文明、夏、商、周发展至今，是一片具有重要文化价值与历史地位的千年故地。
从地域与现有历史文化遗产来说，易县既留有战国时燕国历史文化，如黄金台与易水；有始建於漢代，因獨特民俗風格紅遍網絡的“華北第一道場”后山奶奶廟；有辽金时期的三彩罗汉像；有明清时期的历史文化，如清西陵；有抗日时期的历史文化象征，如狼牙山，等等。从产业角度来说，易县的所产的易水古砚是其传统产业，其历史可追溯较远，相传始于唐代，其文化内涵在于易水古砚被唐朝诗人李白在诗中提及。

## 旅游
- 華北第一道場——后山奶奶廟
- 洪崖山
- 荆轲塔
- 紫荆关，长城内三关之一，中国九大名关之一
- 狼牙山
- 清西陵
- 易水湖（南湖人工湖）电影《赤壁》取景拍摄地